# Lepidodexia virgata
Lepidodexia virgata är en tvåvingeart som först beskrevs av Christian Rudolph Wilhelm Wiedemann 1830.  Lepidodexia virgata ingår i släktet Lepidodexia och familjen köttflugor. Inga underarter finns listade i Catalogue of Life.